# Чемпіонат світу з легкої атлетики 2019 — штовхання ядра (жінки)

Переможна спроба Ґун Ліцзяо

Змагання зі штовхання ядра серед жінок на Чемпіонаті світу з легкої атлетики 2019 у Досі проходили 2-3 жовтня на стадіоні «Халіфа».

## Напередодні старту
На початок змагань основні рекордні результати були такими:
| WR | Наталія Лісовська (URS) | 22,63 | Москва | 7 червня 1987  |
| CR | Наталія Лісовська (URS) | 21,24 | Рим    | 5 вересня 1987 |
| CR | Валері Адамс (NZL)      | 21,24 | Тегу   | 29 серпня 2011 |
| WL | Ґун Ліцзяо (CHN)        | 20,31 | Цюрих  | 29 серпня 2019 |

Чемпіонка світу-2017 китаянка Ґун Ліцзяо виграла 12 з 13 своїх стартів впродовж сезону, мала в своєму активі перемогу в заліку Діамантової ліги та лідирувала у рейтингу штовхальниць ядра з найкращим результатом сезону (20,31). Ці обставини обґрунтовано свідчили про її готовність захистити свій титул у Досі. Першою на роль конкурентки китайської атлетки розглядалась американка Чейз Ілі, якій належав другий результат сезону (19,68) та єдина перемога над китаянкою цього року.

## Результати

### Кваліфікація
Найкращий результат за підсумками виступів у двох кваліфікаційних групах показала Данніель Томас-Додд. Умовою проходження до фіналу було штовхання на 18,40 або входження до 12 найкращих за результатом атлеток у обох групах кваліфікації

### Фінал
У фіналі перемогу та друге поспіль чемпіонство очікувано здобула Ґун Ліцзяо.
| Місце | Атлетка                   | #1    | #2    | #3    | #4    | #5    | #6    | Результат | Примітки |
| ----- | ------------------------- | ----- | ----- | ----- | ----- | ----- | ----- | --------- | -------- |
| 1     | Ґун Ліцзяо (CHN)          | 19,07 | 19,42 | 19,21 | 19,55 | x     | x     | 19,55     |          |
| 2     | Данніель Томас-Додд (JAM) | 18,97 | 19,02 | 19,36 | 19,05 | х     | 19,47 | 19,47     |          |
| 3     | Крістіна Шваніц (GER)     | 18,61 | 18,87 | 18,68 | 18,67 | 19,17 | 18,44 | 19,17     |          |
| 4     | Меггі Івен (USA)          | 18,04 | 18,48 | 18,79 | 18,91 | 18,93 | х     | 18,93     |          |
| 5     | Аніта Мартон (HUN)        | 18,75 | 18,41 | 18,37 | 18,28 | 18,18 | 18,86 | 18,86     |          |
| 6     | Альона Дубицька (BLR)     | 18,66 | 18,48 | 18,86 | 18,36 | 18,58 | 18,55 | 18,86     |          |
| 7     | Чейз Ілі (USA)            | 18,70 | 18,25 | х     | х     | 18,82 | 18,61 | 18,82     |          |
| 8     | Бріттані Крю (USA)        | 18,46 | 18,18 | х     | 18,55 | 18,40 | 17,46 | 18,55     |          |
| 9     | Мішель Картер (USA)       | 18,32 | 18,31 | 18,41 |       |       |       | 18,41     |          |
| 10    | Пауліна Губа (POL)        | 18,02 | 17,97 | х     |       |       |       | 18,02     |          |
| 11    | Софі Маккінна (GBR)       | 17,99 | 17,85 | 17,68 |       |       |       | 17,99     |          |
| 12    | Дімітріана Сурду (MDA)    | 17,64 | 17,45 | х     |       |       |       | 17,64     |          |